# 盧卡斯·拉索爾
盧卡斯·拉索爾（捷克語：Lukáš Rosol，1985年7月24日—），捷克男子網球運動員，现居住于普熱羅夫。
2012年6月28日，拉索爾在溫布頓網球錦標賽第二輪爆冷擊敗兩屆冠軍拉斐爾·納達爾，為職業網球生涯當中最具代表性的一場勝利。
2014年6月26日，拉索爾再度在溫布頓網球錦標賽第二輪對上兩屆冠軍拉斐爾·納達爾，但這次四盤被擊敗。

## 外部連結
- 盧卡斯·拉索爾（英文/西班牙文）的官方資料
- 盧卡斯·拉索爾的國際網球總會 職業／青少年 官方資料（英文）
- 盧卡斯·拉索爾的官方資料（英文）
- 盧卡斯·拉索爾的Facebook專頁